# کنی مورنو
کنی مورنو پینو (به انگلیسی: Kenny Moreno Pino) (زادهٔ ۶ ژانویه ۱۹۷۹ در توربو) بازیکن والیبال اهل کلمبیا عضو تیم ملی والیبال زنان کلمبیا است.